# خانه فرج‌الله بیژن‌زاده (کد ۹)
خانه فرج اله بیژن زاده (کد ۹) مربوط به دوره صفوی است و در دهدشت، مجاور مسجد جامع، بافت قدیم واقع شده و این اثر در تاریخ ۱۲ بهمن ۱۳۸۱ با شمارهٔ ثبت ۷۴۷۵ به‌عنوان یکی از آثار ملی ایران به ثبت رسیده است.